# Francine Oomen
Eclaire Francine Marie Oomen (Laren, 27 maart 1960) is een Nederlands schrijfster, illustratrice en ontwerpster, vooral bekend vanwege haar kinderboekenreeks Hoe overleef ik. Ze heeft meerdere Nederlandse bestsellers geschreven en talrijke prijzen gewonnen.

## Levensloop

### Vroege leven
Oomen werd geboren als het oudste in een gezin met vijf kinderen. In 1966 verhuisde het gezin naar Eindhoven. Na de echtscheiding van haar ouders in 1972, verhuisde ze met haar moeder en broers en zussen naar Groningen. Het gezin keerde in 1976 terug naar Eindhoven. Ze begon in 1978 aan de Academie voor Industriële Vormgeving in Eindhoven en studeerde daar in 1983 af. Ze woonde hierna in Den Haag, in Zevenaar en uiteindelijk in Nuth. Daar ging ze samenwonen en werkte ze als grafisch ontwerper.

### Carrière
Oomen heeft meerdere kinderboeken geschreven, voor verschillende leeftijden. Ze is voornamelijk bekend van haar boeken uit de Hoe overleef ik-serie waar ze vanaf 1998 meerdere boeken en taalgidsen voor schreef. Van de boekenserie werd een Nederlandse televisieserie en de film Hoe overleef ik mezelf? gemaakt.
Oomen diversifieerde haar oeuvre in 2008 met de publicatie van haar eerste dichtbundel voor volwassenen, Gek van liefde, en het lanceren van een tijdschrift genaamd Hoe overleef ik. Het tijdschrift werd uitgebracht door Weekbladpers in samenwerking met Querido en bevatte verhalen over de personages uit de Hoe overleef ik-serie (bekend als de HOI-serie), rubrieken waar lezers zelf hun bijdragen aan konden leveren en artikelen over de puberteit. Ze bleef experimenteren met verschillende literaire vormen en publiceerde haar eerste en tweede graphic novels, Oomen stroomt over en Hoe overleven we? in 2017 en 2021 respectievelijk. In 2023 lanceerde ze een podcast getiteld Hoe overleef ik....
Ondanks dat Oomen in 2015 al gestopt was met de Hoe overleef ik-serie, ging in de zomer van 2022 een TikTok-filmpje viraal waarin Oomen werd gevraagd om een nieuw Hoe overleef ik-boek te schrijven, gericht op het leven na het studeren. Dit leidde tot een stroom van mails van twintigers en dertigers die hetzelfde wilden. In september 2023 bracht ze Hoe overleef ik alles wat ik niemand vertel? uit, het eerste boek uit de serie dat ze voor volwassenen schreef. De eerste druk van 25.000 exemplaren was binnen een dag uitverkocht, een week later kwam het boek binnen op de eerste plaats in De Bestseller 60 van bestverkochte boeken in Nederland; dit zorgde voor haar eerste nummer 1-positie.
Een groot aantal boeken heeft ze zelf geïllustreerd, andere zijn geïllustreerd door Annet Schaap, Dagmar Stam, Rien Poortvliet, Philip Hopman en anderen. Veel boeken verschenen in buitenlandse talen, zoals het Koreaans, Duits, Tsjechisch, Hongaars en het Zweeds.

#### Prijzen en waarderingen
Oomen heeft talrijke onderscheidingen ontvangen, waaronder negen keer de Prijs van de Nederlandse Kinderjury en vijf keer de Prijs van de Jonge Jury. In 2015 werd ze benoemd tot Officier in de Orde van Oranje-Nassau.

### Privéleven
In 1981 ontmoette ze haar latere echtgenoot met wie ze drie kinderen kreeg: een dochter en twee zonen. Toen de jongste twee jaar was, gingen ze uit elkaar.

## Overzicht
Een overzicht van de boeken die Francine Oomen geschreven heeft:
- Saartje en Tommie op de boerderij (1990, Van Goor)
- Saartje en Tommie in het warenhuis (1990, Van Goor)
- Saartje en Tommie in de dierentuin (1990, Van Goor)
- Saartje en Tommie gaan kamperen (1990, Van Goor)
- Mol en muis gaan op reis (1991, ICOB)
- Kip en konijn doen boodschappen (1991, ICOB)
- In het dorp: een panoramaboek (1991, De Hoeve)
- In de stad: een panoramaboek (1991, De Hoeve)
- In de Middeleeuwen: een panoramaboek (1991, De Hoeve)
- Het speelgoed van Saartje en Tommie (1991, Van Goor)
- De kleertjes van Saartje en Tommie (1991, Van Goor)
- Blijven eten bij Saartje en Tommie (1991, Van Goor)
- De dieren van Saartje en Tommie (1991, Van Goor)
- Beer en Big vieren feest (1991, ICOB)
- Saartje en Tommie's speelgoed (1992, Van Goor)
- Saartje en Tommie's kleertjes (1992, Van Goor)
- Saartje en Tommie's eten (1992, Van Goor)
- Saartje en Tommie's dieren (1992, Van Goor)
- Roodkapje spelen (1992, Van Goor)
- Pannekoeken bakken (1992, Van Goor)
- Het verkleed partijtje (1992, Van Goor)
- Flappie is ziek (1992, Van Goor)
- Tuinieren met Saartje en Tommie (1993, Piccolo)
- Koken met Saartje en Tommie (1993, Piccolo)
- Jan Klaassen en Katrijn presenteren het circusspook (1993, Van Holkema & Warendorf)
- Jan Klaassen en Katrijn presenteren de bereboef (1993, Van Holkema & Warendorf)
- Het stripboek van Saartje en Tommie (1993, Piccolo)
- De reis van Daantje en Doeke (1993, Ploegsma)
- Baby’s eerste winter (1993, Van Holkema & Warendorf)
- Baby’s eerste kerst (1993, Van Holkema & Warendorf)
- Het knutselboek van Saartje en Tommie (1994, Piccolo)
- Winterpret met de Bosmuisjes (1995, Van Holkema & Warendorf)
- Sinterklaas met de Bosmuisjes (1995, Van Holkema & Warendorf)
- Sammie Eigenwijs (1995, Van Goor)
- Saartje en Tommie in de tuin (1995, Piccolo)
- Saartje en Tommie in de regen (1995, Piccolo)
- Saartje en Tommie aan zee (1995, Piccolo)
- Saartje en Tommie in bad (1995, Piccolo)
- Oud en nieuw met de Bosmuisjes (1995, Van Holkema & Warendorf)
- Kerstmis met de Bosmuisjes (1995, Van Holkema & Warendorf)
- De witte Piet: de knutselboot (1995, NOS)
- De feestjes van Saartje en Tommie (1995, Picollo)
- Buitenspelen met Saartje en Tommie (1995, Picollo)
- Max De Ziekenhuiskat (1995, Van Holkema & Warendorf)
- Zwemmen met de Bosmuisjes (1996, Van Holkema & Warendorf)
- Sammie grote held (1996, Van Holkema & Warendorf)
- Picknicken met de Bosmuisjes (1996, Van Holkema & Warendorf)
- Kamperen met de Bosmuisjes (1996, Van Holkema & Warendorf)
- Feest met de Bosmuisjes (1996, Van Holkema & Warendorf)
- De computerheks (1996, Van Holkema & Warendorf)
- Het grote Saartje en Tommie boek (1996, Piccolo)
- Winterpret met de Bosmuisjes (1996, Kitt/Unieboek)
- Kleertjes aan, Keesje Konijn! (2003, Kitt), herdruk 2003 Kitt/Unieboek)
- Vogeltje kan niet vliegen (1997, Van Goor)
- Sammie, eet je bordje leeg! (1997, Van Goor)
- Saartje en Tommie naar bed (1997, Picollo)
- Saartje en Tommie in de tuin (1997, Picollo)
- Saartje en Tommie in de supermarkt (1997, Picollo)
- Saartje en Tommie in de speeltuin (1997, Picollo)
- Ezzie's Dagboek (1997, Van Goor)
- Wat Kabouters doen (1997, Uitgeverij Kok)
- Kaboutervriendjes (1997, Uitgeverij Kok)
- Sammie, eet je bordje leeg! (1997, Van Goor)
- Brom! zegt Bollie (1997, Unieboek)
- Hap, zegt Bollie (1997, Van Holkema & Warendorf)
- Computerheks in gevaar (1997, Van Holkema & Warendorf)
- Allemaal poppenkast (in samenwerking met Jacques Vriens, 1998, Van Holkema & Warendorf)
- Voorleesverhalen uit Knuffeldorp (1998, Piccolo)
- Stoute Sammie (1998, Van Goor)
- Max de tandartskat (1998, Van Holkema & Warendorf)
- Hoe overleef ik mijn vakantie? (1998, Van Holkema & Warendorf)
- Allemaal poppenkast (1998, Van Holkema & Warendorf)
- Welterusten Sammie (1999, Piccolo)
- Lang leve de computerheks (1999, Van Holkema & Warendorf)
- Goeiemorgen Sammie (1999, Picollo)
- Hoe overleef ik het jaar 2000? (1999, Van Holkema & Warendorf)
- Hoe overleef ik de brugklas? (2000, Van Holkema & Warendorf)
- Computerheks in de sneeuw (2000, Van Holkema & Warendorf)
- Anders (2000, The House of Books)
- Vosje Floris in het zwembad (2000, Van Holkema & Warendorf)
- Baby eten (2000, Van Reemst)
- Lena Lijstje (2001, Van Holkema & Warendorf)
- Een zusje voor Sammie (2001, Piccolo)
- Wat kabouters doen (2001, Uitgeverij Kok)
- Kaboutervriendjes (2001, Uitgeverij Kok)
- Kabouterspelletjes (2001, Uitgeverij Kok)
- Kaboutermuziek (2001, Uitgeverij Kok)
- Hoe overleef ik mijn eerste zoen? (2001, Van Holkema & Warendorf)
- Een zusje voor Sammie (2001, Piccolo)
- Anders en zebra (2001, The House of Books)
- Anders en krokodil (2001, The House of Books)
- Anders en giraf (2001, The House of Books)
- Anders en aap (2001, The House of Books)
- Kaboutermuziek (2001, Uitgeverij Kok)
- Kabouterspelletjes (2001, Uitgeverij Kok)
- Het alfabet van Anders (2002, The House of Books)
- Krokotel (2002, Sanoma)
- Hoe overleef ik mezelf? (2002, Van Holkema & Warendorf)
- Zwemmen met de Bosmuisjes (2003, Unieboek)
- Kamperen met de Bosmuisjes (2003, Unieboek)
- Kamperen met de Bosmuisjes (2003, Unieboek)
- Winterpret met de Bosmuisjes (2003, Unieboek)
- Kerst met de Bosmuisjes (2003, Kitt/Unieboek
- Kleertjes aan, Brammetje Beer! (2003, Kitt)
- Hoe overleef ik een gebroken hart? (2003, Van Holkema & Warendorf)
- Het zwanenmeer (maar dan anders) (2003, Stichting CPNB)
- Het geheim van Lena Lijstje (2003, Van Holkema & Warendorf)
- De computerheks ziet ze vliegen (2003, Van Holkema & Warendorf)
- Hoe overleef ik mijn vakantie in Spanje? (2004, Van Holkema & Warendorf)
- Hoe overleef ik mijn vakantie in Italië? (2004, Van Holkema & Warendorf)
- Hoe overleef ik mijn vakantie in Frankrijk? (2004, Van Holkema & Warendorf)
- Hoe overleef ik mijn vakantie in Engeland? (2004, Van Holkema & Warendorf, herdruk 2007)
- Hoe overleef ik met/zonder jou? (2004, Van Holkema & Warendorf)
- Ezzie’s Dagboek (2004, Van Holkema & Warendorf, herdruk 2006)
- De reis van Lena Lijstje (2004, Van Holkema & Warendorf, herdruk 2007)
- De computerheks tovert er op los (2004, Van Holkema & Warendorf)
- Hoe overleef ik zonder antwoorden? (2005, Van Holkema & Warendorf)
- Hoe overleef ik van alles (en nog wat)? (2005, Van Holkema & Warendorf)
- Hoe overleef ik mijn vakantie in Turkije? (2005, Van Holkema & Warendorf)
- Hoe overleef ik mijn vakantie in Duitsland, Oostenrijk & Zwitserland? (2005 Van Holkema & Warendorf)
- Hoe overleef ik mijn ouders? (en zij mij!) (2005, Van Holkema & Warendorf)
- Anders is leuk!  (1999, De Bezige Bij, heruitgave 2001, Areopagus, heruitgave 2002 en 2007, Rubinstein)
- Het boek van Beer (2005, Van Holkema & Warendorf)
- Hoe overleef ik mijn vakantie in Tsjechië? (2006, Van Holkema & Warendorf)
- Hoe overleef ik mijn vakantie in Portugal? (2006, Van Holkema & Warendorf)
- Hoe overleef ik (zonder) liefde? (2006, Querido)
- Ezzie’s wereld (2006, Querdio)
- Hoe overleef ik met/zonder vrienden (2007, Querido)
- De droom van Lena Lijstje (2007, Querido)
- Gek van liefde (2008, Querido)
- Hoe overleef ik mijn vriendje (en hij mij)? (2008, Querido)
- Hoe overleef ik (zonder) dromen? (2009, Querido)
- Hoe overleef ik mijn vader? (en hij mij!) (2010, Querido)
- Hoe overleef ik wild breien? (2011, Querido)
- Hoe overleeft Rosa in New York? (2012, Querido)
- De Dikke Lena Lijstje (2015, Querido)
- Hoe overleef ik doe het zelf modeboek (2014, Querido)
- Hoe overleef ik doe het zelf knutselboek (2013, Querido)
- Hoe overleef ik doe het zelf beautyboek (2015, Querido)
- Hoe overleef ik met/zonder gescheiden ouders? (2015) (Querido)
- Oomen stroomt over (2017) (Nijgh & van Ditmar)
- Hoe overleven we? (2021) (Nijgh & van Ditmar)
- Hoe overleef ik alles wat ik niemand vertel? (2023) (Volt)

## Bestseller 60
| Boeken met noteringen in de Nederlandse Bestseller 60 | Jaar van verschijnen | Datum van binnenkomst | Hoogste positie | Aantal weken | Opmerkingen |
| ----------------------------------------------------- | -------------------- | --------------------- | --------------- | ------------ | ----------- |
| Hoe overleef ik een gebroken hart?                    | 2003                 | 13-09-2003            | 3               | 14           |             |
| Hoe overleef ik de brugklas?                          | 2000                 | 11-10-2003            | 36              | 5            |             |
| Hoe overleef ik mijn eerste zoen?                     | 2001                 | 11-10-2003            | 33              | 3            |             |
| Hoe overleef ik mezelf?                               | 2002                 | 11-10-2003            | 14              | 4            |             |
| Hoe overleef ik mijn vakantie in Frankrijk?           | 2004                 | 26-06-2004            | 25              | 4            |             |
| Hoe overleef ik mijn vakantie in Italië?              | 2004                 | 03-07-2004            | 50              | 2            |             |
| Hoe overleef ik met/zonder jou?                       | 2004                 | 02-10-2004            | 3               | 22           |             |
| Hoe overleef ik van alles & nog wat?                  | 2005                 | 04-06-2005            | 42              | 7            |             |
| Hoe overleef ik mijn ouders? (en zij mij!)            | 2005                 | 08-10-2005            | 2               | 15           |             |
| De computerheks                                       | 2006                 | 29-07-2006            | 51              | 2            |             |
| De computerheks in gevaar                             | 2006                 | 05-08-2006            | 57              | 1            |             |
| Hoe overleef ik (zonder) liefde?                      | 2006                 | 23-09-2006            | 3               | 17           |             |
| De droom van Lena Lijstje                             | 2007                 | 30-06-2007            | 39              | 4            |             |
| Hoe overleef ik met/zonder vrienden?                  | 2007                 | 29-09-2007            | 2               | 22           |             |
| Hoe overleef ik stress?                               | 2008                 | 30-08-2008            | 14              | 9            |             |
| Hoe overleef ik mijn vriendje? (en hij mij!)          | 2008                 | 27-09-2008            | 2               | 16           |             |
| Hoe overleef ik (zonder) dromen?                      | 2009                 | 22-08-2009            | 5               | 20           |             |
| Hoe overleef ik als keukenprins(es)?                  | 2009                 | 17-10-2009            | 16              | 3            |             |
| Hoe overleef ik mijn vader? (en hij mij!)             | 2010                 | 11-09-2010            | 2               | 17           |             |
| Hoe overleef ik de puberteit?                         | 2011                 | 10-09-2011            | 8               | 15           |             |
| Hoe overleeft Rosa in New York?                       | 2012                 | 24-11-2012            | 20              | 8            |             |
| Hoe overleef ik alles wat ik niemand vertel?          | 2023                 | 20-09-2023            | 1(5wk)          | 31           | [ 6 ]       |
| Hoe overleven we?                                     | 2021                 | 17-01-2024            | 30              | 1            |             |

## Bekroningen
- 1996: Pluim van de maand april voor Max De Ziekenhuiskat
- 2002: Kinderboekwinkelprijs voor Lena Lijstje
- 2003: Prijs van de Nederlandse Kinderjury & Hotze de Roosprijs voor Hoe overleef ik mezelf?
- 2004: Prijs van de Nederlandse Kinderjury & Hotze de Roosprijs voor Hoe overleef ik een gebroken hart?
- 2004: Prijs van de Jonge Jury voor Hoe overleef ik mezelf?
- 2005: Prijs van de Nederlandse Kinderjury & Hotze de Roosprijs voor Hoe overleef ik met/zonder jou?
- 2005: Prijs van de Jonge Jury voor Hoe overleef ik een gebroken hart?
- 2006: Prijs van de Jonge Jury voor Hoe overleef ik met/zonder jou?
- 2006: Prijs van de Nederlandse Kinderjury voor Hoe overleef ik mijn ouders? (en zij mij!)
- 2007: Prijs van de Nederlandse Kinderjury voor Hoe overleef ik (zonder) liefde?
- 2007: Tina Bruna Award voor Hoe overleef ik (zonder) liefde?
- 2008: Prijs van de Nederlandse Kinderjury voor Hoe overleef ik met/zonder vrienden?
- 2011: Prijs van de Jonge Jury voor Hoe overleef ik (zonder) dromen?[10]